# Elektroniskt husdjur
Ett elektroniskt husdjur är ett slags artificiellt sällskapsdjur. Man har det ofta som sällskap eller för nöjes skull, och ibland som ersättning för riktiga husdjur.
Interaktion med elektroniska djur kan, men behöver inte vara målinriktade. Om det finns mål gäller det ofta att hålla djuret vid liv så länge som möjligt och få det att växa och bli större. För att djuret ska leva och växa krävs vanligtvis att man matar, vårdar och leker med det. Till skillnad från biologiska simulatorer förökar sig elektroniska djur oftast inte.
Elektroniska husdjur kan vara simuleringar av riktiga djur, vilket är fallet med Petz-serien, eller fantasidjur som Tamagotchi.

## Plattformar

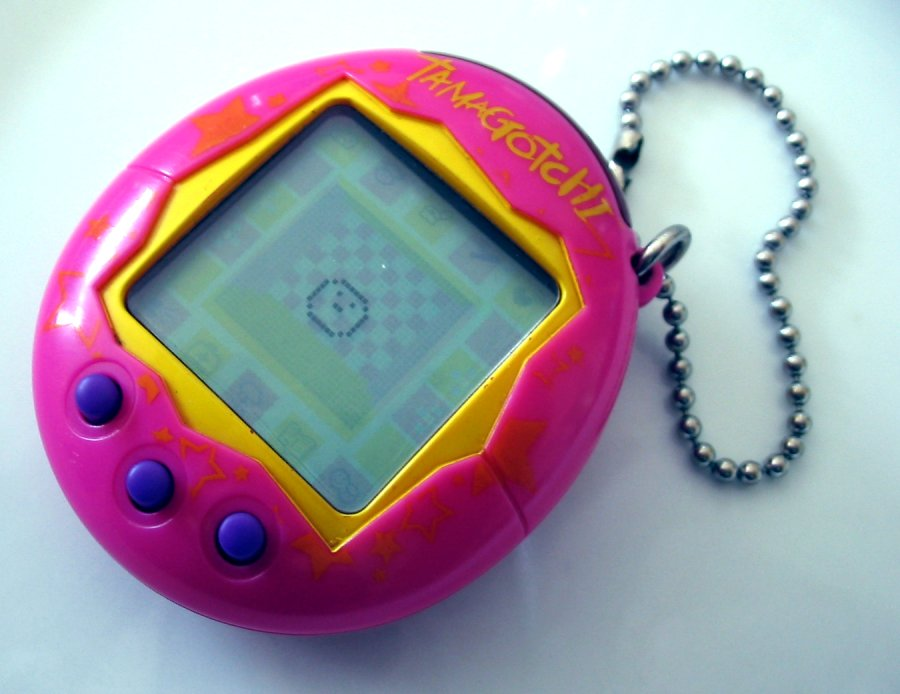
En tamagotchi

Elektroniska djursimulatorer finns bland annat som små handhållna apparater, likt tamagotchi, men också som webbaserade applikationer och som dator- och tevespel.